# Fabian Schär
Fabian Lukas Schär (Wil, 20 de desembre de 1991) és un futbolista suís que juga com a defensa central al Newcastle United.
Es va formar a les categories inferiors del FC Wil, després jugant pel FC Basel, el 1898 Hoffenheim, el Deportivo La Coruña i el Newcastle United. A nivell internacional, juga per la selecció suïssa, on és titular.

## Palmarès
Basel
- Lliga suïssa: 2012–13, 2013–14, 2014–15[1]
- Copa suïssa runner up: 2012–13, 2013–14, 2014–15[1]
- Uhrencup: 2013[2]